# Bakonysárkány
Bakonysárkány es un pueblo ubicado en el distrito de Kisbér, condado de Komárom-Esztergom, Hungría.

## Superficie
Posee una superficie de 14,12 kilómetros cuadrados.

## Demografía
Hasta 2024 la población era de 949 habitantes, con una densidad de población de 67,21 habitantes por kilómetro cuadrado.